# مرسيدس بنز جي إل إيه
مرسيدس-بنز جي إل إيه، المعروفة سابقًا باسم مرسيدس-بنز الفئة M (التي يُشار إليها بالرمز "ML")، هي سيارة رياضية متعددة الاستخدامات فاخرة متوسطة الحجم، أنتجتها الشركة الألمانية مرسيدس-بنز منذ عام 1997. من حيث الحجم، تقع هذه السيارة بين طراز جي إل سيه الأصغر وجي إل إس الأكبر، وتشترك معهما في نفس المنصة الهندسية.
كان الجيل الأول من الفئة M، المعروف برمز النموذج W163، عبارة عن سيارة رياضية متعددة الاستخدامات ذات هيكل على إطار (Body-on-frame) وتم إنتاجه حتى عام 2004. أما مع الجيل الثاني من الفئة M، الذي يحمل الرمز W164، فقد تحولت السيارة إلى منصة أحادية الهيكل وشاركت معظم مكوناتها مع طراز الفئة جي إل، الذي يتميز بهيكل أطول يتيح توفير مقاعد للصف الثالث من الركاب.
تم تصنيع سيارة الفئة M برمز W163 لفترة قصيرة بين عامي 1999 و2002 أيضًا بواسطة شركة ماجنا ستير في مدينة غراتس بالنمسا، وذلك لتلبية احتياجات السوق الأوروبية. فيما جرى تصنيع الفئة M برمز W166 في مصنع شتوتغارت بألمانيا خلال الفترة من 2011 إلى 2015، موجهةً للسوق الأوروبية والأسترالية.
ثم انتقل الإنتاج بالكامل في عام 2015 إلى مصنع يقع بالقرب من مدينة فانس في ولاية ألاباما بالولايات المتحدة الأمريكية، وذلك مع إطلاق النسخة المحدثة من طراز W166، في خطوة تهدف إلى توحيد تسمية سيارات الدفع الرباعي لدى مرسيدس-بنز عبر مواءمتها مع تصنيفات الفئة E.

## تحديث التسمية من إم إلى جي إل إيه
على الرغم من أن السيارات كانت تُجمّع وتُسوّق تحت اسم "الفئة M" (M-Class) منذ إطلاقها الأول، فقد اعترضت شركة بي إم دبليو، التي تستخدم حرف M للدلالة على طرازات الأداء العالي مثل M3، على استخدام مرسيدس-بنز لحرف M متبوعًا بمستوى المحرك المكون من ثلاثة أرقام (مثل M 320).
وبالتالي، اضطرّت مرسيدس-بنز إلى اعتماد استراتيجية تسويقية مزدوجة، حيث استخدمت رمز "ML" (مثل ML 320) ضمن إطار الفئة M. وقد تسبب هذا الأمر في بعض الالتباس، إذ أشار العديد من المصادر - بما فيها مرسيدس-بنز نفسها - بشكل خاطئ إلى السلسلة باسم "فئة ML" (ML-Class) بدلاً من الاسم الرسمي.
ابتداءً من عام 2015، ومع إطلاق نسخة التجديد (فيس ليفت) من طراز الجيل الثالث W166 في معرض نيويورك للسيارات في أبريل، تم تغيير اسم الفئة M إلى جي إل إيه وفقًا لنظام التسمية الجديد الذي اعتمدته مرسيدس-بنز.
في هذا النظام، تستخدم سيارات الدفع الرباعي الاسم الأساسي "GL"، يليه ترتيب الطراز ضمن التسلسل الهرمي لشركة مرسيدس-بنز. حيث ترمز الحرف "G" إلى كلمة Geländewagen بالألمانية، والتي تعني "عربة للطرق الوعرة" أو "مركبة خارج الطرق"، وهي إشارة إلى طراز G-Wagen الشهير الذي يتمتع بتاريخ طويل. يلي ذلك الحرف "L" الذي يعمل كحلقة وصل مع الحرف "E"، حيث يُعتبر طراز جي إل إيه مكافئًا لسيارة الفئة إيه ضمن فئة سيارات الدفع الرباعي.